# Cyclassics Hamburg 2024
La Cyclassics Hamburg 2024 devenue Bemer Cyclassics est la 27e édition de cette course cycliste sur route masculine. Elle a lieu le 8 septembre 2024 à Hambourg, en Allemagne.Elle fait partie du calendrier de l'UCI World Tour 2024.

## Présentation
Depuis 2022, la course est renommée Bemer Cyclassics, du nom de son sponsor principal.

### Équipes
La Cyclassics Hamburg faisant partie du calendrier de l'UCI World Tour, les dix-huit « World Teams » y participent. 
| WorldTeams (18)- Alpecin-Deceuninck - Arkéa-B&B Hotels - Astana Qazaqstan Team - Bahrain Victorious - Red Bull-Bora-Hansgrohe - Cofidis - Decathlon-AG2R La Mondiale - EF Education-EasyPost - Groupama-FDJ - Ineos Grenadiers - Intermarché-Wanty - Lidl-Trek - Movistar Team - Soudal Quick-Step - Team dsm-firmenich PostNL - Team Jayco AlUla - Team Visma \| Lease a Bike - UAE Team Emirates ProTeams (5)- Israel-Premier Tech - Lotto Dstny - Q36.5 Pro Cycling Team - Tudor Pro Cycling Team - Uno-X Mobility |
| |

## Classements

### Classement de la course
| \| Classement général \| Classement général \| Classement général \| Classement général \| Classement général \| \| Coureur \| Coureur \| Pays \| Équipe \| Temps \| \| ------------------ \| ------------------ \| ------------------ \| -------------------------- \| ------------------ \| \| 1er \| Olav Kooij \| Pays-Bas \| Team Visma \\| Lease a Bike \| 3 h 39 min 49 s \| \| 2e \| Jonathan Milan \| Italie \| Lidl-Trek \| + 0 s \| \| 3e \| Biniam Girmay \| Érythrée \| Intermarché-Wanty \| + 0 s \| \| 4e \| Jordi Meeus \| Belgique \| Red Bull-Bora-Hansgrohe \| + 0 s \| \| 5e \| Alexander Kristoff \| Norvège \| Uno-X Mobility \| + 0 s \| \| 6e \| Axel Zingle \| France \| Cofidis \| + 0 s \| \| 7e \| Jasper Philipsen \| Belgique \| Alpecin-Deceuninck \| + 0 s \| \| 8e \| Mike Teunissen \| Pays-Bas \| Intermarché-Wanty \| + 0 s \| \| 9e \| Matteo Trentin \| Italie \| Tudor Pro Cycling Team \| + 0 s \| \| 10e \| Stefano Oldani \| Italie \| Cofidis \| + 0 s \| |                    |          |                            |                 |
| |                    |          |                            |                 |
| Source : ProCyclingStats |                    |          |                            |                 |
| Classement général |                    |          |                            |                 |
| Coureur | Coureur            | Pays     | Équipe                     | Temps           |
| 1er | Olav Kooij         | Pays-Bas | Team Visma \| Lease a Bike | 3 h 39 min 49 s |
| 2e | Jonathan Milan     | Italie   | Lidl-Trek                  | + 0 s           |
| 3e | Biniam Girmay      | Érythrée | Intermarché-Wanty          | + 0 s           |
| 4e | Jordi Meeus        | Belgique | Red Bull-Bora-Hansgrohe    | + 0 s           |
| 5e | Alexander Kristoff | Norvège  | Uno-X Mobility             | + 0 s           |
| 6e | Axel Zingle        | France   | Cofidis                    | + 0 s           |
| 7e | Jasper Philipsen   | Belgique | Alpecin-Deceuninck         | + 0 s           |
| 8e | Mike Teunissen     | Pays-Bas | Intermarché-Wanty          | + 0 s           |
| 9e | Matteo Trentin     | Italie   | Tudor Pro Cycling Team     | + 0 s           |
| 10e | Stefano Oldani     | Italie   | Cofidis                    | + 0 s           |

### Classements UCI
La course attribue des points au Classement mondial UCI 2024 selon le barème suivant :
| Position           | 1er | 2e  | 3e  | 4e  | 5e  | 6e  | 7e  | 8e  | 9e | 10e | 11e | 12e | 13e | 14e | 15e | 16e à 20e | 21e à 30e | 31e à 50e | 51e à 55e | 56e à 60e |
| Classement général | 400 | 320 | 260 | 220 | 180 | 140 | 120 | 100 | 80 | 68  | 56  | 48  | 40  | 32  | 28  | 24        | 16        | 8         | 4         | 2         |

## Liste des participants
| Lidl-Trek LTK                                         | Lidl-Trek LTK         | Lidl-Trek LTK |
| ----------------------------------------------------- | --------------------- | ------------- |
| Num                                                   | Coureur               | Pos           |
| 1                                                     | Jonathan Milan (ITA)  | 2e            |
| 2                                                     | Simone Consonni (ITA) | 34e           |
| 3                                                     | Tim Declercq (BEL)    | 132e          |
| 4                                                     | Daan Hoole (NED)      | 87e           |
| 5                                                     | Alex Kirsch (LUX)     | 58e           |
| 6                                                     | Jacopo Mosca (ITA)    | NP            |
| 7                                                     | Edward Theuns (BEL)   | 67e           |
| Directeur sportif : Maxime Monfort, Yaroslav Popovych |                       |               |

| Red Bull-Bora-Hansgrohe RBH         | Red Bull-Bora-Hansgrohe RBH | Red Bull-Bora-Hansgrohe RBH |
| ----------------------------------- | --------------------------- | --------------------------- |
| Num                                 | Coureur                     | Pos                         |
| 11                                  | Danny van Poppel (NED)      | 14e                         |
| 12                                  | Marco Haller (AUT)          | 45e                         |
| 13                                  | Bob Jungels (LUX)           | 135e                        |
| 14                                  | Jonas Koch (GER)            | 69e                         |
| 15                                  | Jordi Meeus (BEL)           | 4e                          |
| 16                                  | Maximilian Schachmann (GER) | 47e                         |
| 17                                  | Matteo Sobrero (ITA)        | 97e                         |
| Directeur sportif : Christian Pömer |                             |                             |

| Ineos Grenadiers IGD                 | Ineos Grenadiers IGD       | Ineos Grenadiers IGD |
| ------------------------------------ | -------------------------- | -------------------- |
| Num                                  | Coureur                    | Pos                  |
| 21                                   | Elia Viviani (ITA)         | 52e                  |
| 22                                   | Jonathan Castroviejo (ESP) | 108e                 |
| 23                                   | Laurens De Plus (BEL)      | 50e                  |
| 24                                   | Michael Leonard (CAN)      | 112e                 |
| 25                                   | Salvatore Puccio (ITA)     | 82e                  |
| 26                                   | Artem Shmidt (USA)         | 68e                  |
| 27                                   | Joshua Tarling (GBR)       | 60e                  |
| Directeur sportif : Zakkari Dempster |                            |                      |

| Arkéa-B&B Hotels ARK               | Arkéa-B&B Hotels ARK    | Arkéa-B&B Hotels ARK |
| ---------------------------------- | ----------------------- | -------------------- |
| Num                                | Coureur                 | Pos                  |
| 31                                 | Arnaud Démare (FRA)     | 12e                  |
| 32                                 | Jenthe Biermans (BEL)   | 46e                  |
| 33                                 | Anthony Delaplace (FRA) | 53e                  |
| 34                                 | Matîs Louvel (FRA)      | 72e                  |
| 35                                 | Daniel McLay (GBR)      | 64e                  |
| 36                                 | Alan Riou (FRA)         | 126e                 |
| 37                                 | Miles Scotson (AUS)     | NP                   |
| Directeur sportif : Mickaël Leveau |                         |                      |

| Groupama-FDJ GFC              | Groupama-FDJ GFC      | Groupama-FDJ GFC |
| ----------------------------- | --------------------- | ---------------- |
| Num                           | Coureur               | Pos              |
| 41                            | Lewis Askey (GBR)     | 89e              |
| 42                            | Cyril Barthe (FRA)    | 31e              |
| 43                            | Fabian Lienhard (SUI) | 32e              |
| 44                            | Paul Penhoët (FRA)    | AB               |
| 45                            | Clément Russo (FRA)   | 24e              |
| 46                            | Thibaud Gruel (FRA)   | 37e              |
| 47                            | Rudy Molard (FRA)     | 49e              |
| Directeur sportif : Yvon Caër |                       |                  |

| Soudal Quick-Step SOQ          | Soudal Quick-Step SOQ    | Soudal Quick-Step SOQ |
| ------------------------------ | ------------------------ | --------------------- |
| Num                            | Coureur                  | Pos                   |
| 51                             | Tim Merlier (BEL)        | AB                    |
| 52                             | Ayco Bastiaens (BEL)     | 105e                  |
| 53                             | Josef Černý (CZE)        | 134e                  |
| 54                             | Luke Lamperti (USA)      | 13e                   |
| 55                             | Pieter Serry (BEL)       | 95e                   |
| 56                             | Bert Van Lerberghe (BEL) | 59e                   |
| 57                             | Warre Vangheluwe (BEL)   | AB                    |
| Directeur sportif : Tom Steels |                          |                       |

| Lotto Dstny LTD                | Lotto Dstny LTD             | Lotto Dstny LTD |
| ------------------------------ | --------------------------- | --------------- |
| Num                            | Coureur                     | Pos             |
| 61                             | Arnaud De Lie (BEL) (route) | 21e             |
| 62                             | Logan Currie (NZL)          | 136e            |
| 63                             | Jasper De Buyst (BEL)       | AB              |
| 64                             | Sébastien Grignard (BEL)    | 128e            |
| 65                             | Liam Slock (BEL)            | 39e             |
| 66                             | Brent Van Moer (BEL)        | 107e            |
| 67                             | Florian Vermeersch (BEL)    | 61e             |
| Directeur sportif : Dirk Demol |                             |                 |

| UAE Team Emirates UAD                           | UAE Team Emirates UAD        | UAE Team Emirates UAD |
| ----------------------------------------------- | ---------------------------- | --------------------- |
| Num                                             | Coureur                      | Pos                   |
| 71                                              | Nils Politt (GER)            | 36e                   |
| 72                                              | Ivo Oliveira (POR)           | 109e                  |
| 73                                              | Mikkel Norsgaard Bjerg (DEN) | AB                    |
| 74                                              | Felix Großschartner (AUT)    | 98e                   |
| 75                                              | Sebastián Molano (COL)       | AB                    |
| 76                                              | António Morgado (POR)        | 110e                  |
| 77                                              | Tim Wellens (BEL)            | 25e                   |
| Directeur sportif : Andrej Hauptman, Jan Polanc |                              |                       |

| Astana Qazaqstan Team AST          | Astana Qazaqstan Team AST | Astana Qazaqstan Team AST |
| ---------------------------------- | ------------------------- | ------------------------- |
| Num                                | Coureur                   | Pos                       |
| 81                                 | Max Kanter (GER)          | AB                        |
| 82                                 | Davide Ballerini (ITA)    | 22e                       |
| 83                                 | Cees Bol (NED)            | 57e                       |
| 84                                 | Yevgeniy Fedorov (KAZ)    | 86e                       |
| 85                                 | Daniil Marukhin (KAZ)     | 119e                      |
| 86                                 | Michael Mørkøv (DEN)      | 116e                      |
| 87                                 | Rüdiger Selig (GER)       | AB                        |
| Directeur sportif : Stefano Zanini |                           |                           |

| Intermarché-Wanty IWA              | Intermarché-Wanty IWA    | Intermarché-Wanty IWA |
| ---------------------------------- | ------------------------ | --------------------- |
| Num                                | Coureur                  | Pos                   |
| 91                                 | Biniam Girmay (ERI)      | 3e                    |
| 92                                 | Francesco Busatto (ITA)  | 43e                   |
| 93                                 | Madis Mihkels (EST)      | 51e                   |
| 94                                 | Laurenz Rex (BEL)        | 26e                   |
| 95                                 | Mike Teunissen (NED)     | 8e                    |
| 96                                 | Taco van der Hoorn (NED) | 99e                   |
| 97                                 | Georg Zimmermann (GER)   | 33e                   |
| Directeur sportif : Lorenzo Lapage |                          |                       |

| Team Visma \| Lease a Bike TVL        | Team Visma \| Lease a Bike TVL   | Team Visma \| Lease a Bike TVL |
| ------------------------------------- | -------------------------------- | ------------------------------ |
| Num                                   | Coureur                          | Pos                            |
| 101                                   | Olav Kooij (NED)                 | 1er                            |
| 102                                   | Koen Bouwman (NED)               | 101e                           |
| 103                                   | Christophe Laporte (FRA) (route) | 48e                            |
| 104                                   | Tosh Van der Sande (BEL)         | 125e                           |
| 105                                   | Mick van Dijke (NED)             | 65e                            |
| 106                                   | Tim van Dijke (NED)              | AB                             |
| 107                                   | Julien Vermote (BEL)             | 106e                           |
| Directeur sportif : Arthur van Dongen |                                  |                                |

| Team Jayco AlUla JAY                 | Team Jayco AlUla JAY          | Team Jayco AlUla JAY |
| ------------------------------------ | ----------------------------- | -------------------- |
| Num                                  | Coureur                       | Pos                  |
| 111                                  | Caleb Ewan (AUS)              | 103e                 |
| 112                                  | Anders Foldager (DEN)         | 27e                  |
| 113                                  | Michael Hepburn (AUS)         | 117e                 |
| 114                                  | Christopher Juul Jensen (DEN) | AB                   |
| 115                                  | Luka Mezgec (SLO)             | 92e                  |
| 116                                  | Kelland O'Brien (AUS)         | 104e                 |
| 117                                  | Blake Quick (AUS)             | 120e                 |
| Directeur sportif : David McPartland |                               |                      |

| EF Education-EasyPost EFE          | EF Education-EasyPost EFE | EF Education-EasyPost EFE |
| ---------------------------------- | ------------------------- | ------------------------- |
| Num                                | Coureur                   | Pos                       |
| 121                                | Mikkel Honoré (DEN)       | 30e                       |
| 122                                | Stefan Bissegger (SUI)    | 18e                       |
| 123                                | Simon Carr (GBR)          | 133e                      |
| 124                                | Stefan de Bod (RSA)       | 83e                       |
| 125                                | Jack Rootkin-Gray (GBR)   | 113e                      |
| 126                                | Jonas Rutsch (GER)        | 35e                       |
| 127                                | Marijn van den Berg (NED) | 85e                       |
| Directeur sportif : Matti Breschel |                           |                           |

| Movistar Team MOV | Movistar Team MOV         | Movistar Team MOV |
| ----------------- | ------------------------- | ----------------- |
| Num               | Coureur                   | Pos               |
| 131               | Fernando Gaviria (COL)    | AB                |
| 132               | Alex Aranburu (ESP)       | 93e               |
| 133               | Jon Barrenetxea (ESP)     | 29e               |
| 134               | Rémi Cavagna (FRA)        | AB                |
| 135               | Davide Cimolai (ITA)      | 90e               |
| 136               | Iván García Cortina (ESP) | 15e               |
| 137               | Mathias Norsgaard (DEN)   | 137e              |

| Israel-Premier Tech IPT                      | Israel-Premier Tech IPT   | Israel-Premier Tech IPT |
| -------------------------------------------- | ------------------------- | ----------------------- |
| Num                                          | Coureur                   | Pos                     |
| 141                                          | Pascal Ackermann (GER)    | 121e                    |
| 142                                          | Hugo Hofstetter (FRA)     | 16e                     |
| 143                                          | Oded Kogut (ISR)          | AB                      |
| 144                                          | Riley Pickrell (CAN)      | AB                      |
| 145                                          | Mads Würtz Schmidt (DEN)  | AB                      |
| 146                                          | Michael Schwarzmann (GER) | 76e                     |
| 147                                          | Tom Van Asbroeck (BEL)    | 74e                     |
| Directeur sportif : Rene Mandri, René Andrle |                           |                         |

| Uno-X Mobility UXM                   | Uno-X Mobility UXM            | Uno-X Mobility UXM |
| ------------------------------------ | ----------------------------- | ------------------ |
| Num                                  | Coureur                       | Pos                |
| 151                                  | Alexander Kristoff (NOR)      | 5e                 |
| 152                                  | Idar Andersen (NOR)           | 70e                |
| 153                                  | Fredrik Dversnes (NOR)        | 40e                |
| 154                                  | Jonas Iversby Hvideberg (NOR) | 94e                |
| 155                                  | Niklas Larsen (DEN)           | 56e                |
| 156                                  | William Blume Levy (DEN)      | 55e                |
| 157                                  | Anders Skaarseth (NOR)        | 123e               |
| Directeur sportif : Stig Kristiansen |                               |                    |

| Team dsm-firmenich PostNL DFP    | Team dsm-firmenich PostNL DFP | Team dsm-firmenich PostNL DFP |
| -------------------------------- | ----------------------------- | ----------------------------- |
| Num                              | Coureur                       | Pos                           |
| 161                              | John Degenkolb (GER)          | 77e                           |
| 162                              | Tobias Lund Andresen (DEN)    | 11e                           |
| 163                              | Romain Combaud (FRA)          | 79e                           |
| 164                              | Patrick Eddy (AUS)            | 130e                          |
| 165                              | Alexander Edmondson (AUS)     | AB                            |
| 166                              | Niklas Märkl (GER)            | 71e                           |
| 167                              | Bram Welten (NED)             | 63e                           |
| Directeur sportif : Luke Roberts |                               |                               |

| Decathlon-AG2R La Mondiale DAT       | Decathlon-AG2R La Mondiale DAT | Decathlon-AG2R La Mondiale DAT |
| ------------------------------------ | ------------------------------ | ------------------------------ |
| Num                                  | Coureur                        | Pos                            |
| 171                                  | Dorian Godon (FRA)             | 20e                            |
| 172                                  | Oliver Naesen (BEL)            | 23e                            |
| 173                                  | Nans Peters (FRA)              | 80e                            |
| 174                                  | Damien Touzé (FRA)             | 44e                            |
| 175                                  | Bastien Tronchon (FRA)         | 91e                            |
| 176                                  | Andrea Vendrame (ITA)          | 114e                           |
| 177                                  | Lawrence Warbasse (USA)        | 38e                            |
| Directeur sportif : Artūras Kasputis |                                |                                |

| Bahrain Victorious TBV               | Bahrain Victorious TBV    | Bahrain Victorious TBV |
| ------------------------------------ | ------------------------- | ---------------------- |
| Num                                  | Coureur                   | Pos                    |
| 181                                  | Phil Bauhaus (GER)        | 96e                    |
| 182                                  | Yukiya Arashiro (JPN)     | 84e                    |
| 183                                  | Nikias Arndt (GER)        | 17e                    |
| 184                                  | Alberto Bruttomesso (ITA) | 131e                   |
| 185                                  | Robert Stannard (AUS)     | 88e                    |
| 186                                  | Łukasz Wiśniowski (POL)   | 127e                   |
| 187                                  | Fred Wright (GBR)         | 42e                    |
| Directeur sportif : Enrico Poitschke |                           |                        |

| Alpecin-Deceuninck ADC                                    | Alpecin-Deceuninck ADC     | Alpecin-Deceuninck ADC |
| --------------------------------------------------------- | -------------------------- | ---------------------- |
| Num                                                       | Coureur                    | Pos                    |
| 191                                                       | Jasper Philipsen (BEL)     | 7e                     |
| 192                                                       | Samuel Gaze (NZL)          | 66e                    |
| 193                                                       | Jimmy Janssens (BEL)       | 129e                   |
| 194                                                       | Timo Kielich (BEL)         | AB                     |
| 195                                                       | Søren Kragh Andersen (DEN) | 54e                    |
| 196                                                       | Senne Leysen (BEL)         | AB                     |
| 197                                                       | Jonas Rickaert (BEL)       | 124e                   |
| Directeur sportif : Christoph Roodhooft, Preben Van Hecke |                            |                        |

| Tudor Pro Cycling Team TUD         | Tudor Pro Cycling Team TUD | Tudor Pro Cycling Team TUD |
| ---------------------------------- | -------------------------- | -------------------------- |
| Num                                | Coureur                    | Pos                        |
| 201                                | Matteo Trentin (ITA)       | 9e                         |
| 202                                | Alberto Dainese (ITA)      | AB                         |
| 203                                | Robin Froidevaux (SUI)     | AB                         |
| 204                                | Miká Heming (GER)          | AB                         |
| 205                                | Marius Mayrhofer (GER)     | 62e                        |
| 206                                | Florian Stork (GER)        | 122e                       |
| 207                                | Roland Thalmann (SUI)      | AB                         |
| Directeur sportif : Marcel Sieberg |                            |                            |

| Cofidis COF                          | Cofidis COF                 | Cofidis COF |
| ------------------------------------ | --------------------------- | ----------- |
| Num                                  | Coureur                     | Pos         |
| 211                                  | Simon Geschke (GER)         | 102e        |
| 212                                  | Stanisław Aniołkowski (POL) | 81e         |
| 213                                  | Bryan Coquard (FRA)         | 100e        |
| 214                                  | Aimé De Gendt (BEL)         | 41e         |
| 215                                  | Alexis Gougeard (FRA)       | 115e        |
| 216                                  | Stefano Oldani (ITA)        | 10e         |
| 217                                  | Axel Zingle (FRA)           | 6e          |
| Directeur sportif : Jean-Luc Jonrond |                             |             |

| Q36.5 Pro Cycling Team Q36     | Q36.5 Pro Cycling Team Q36  | Q36.5 Pro Cycling Team Q36 |
| ------------------------------ | --------------------------- | -------------------------- |
| Num                            | Coureur                     | Pos                        |
| 221                            | Giacomo Nizzolo (ITA)       | 73e                        |
| 222                            | Xabier Mikel Azparren (ESP) | 111e                       |
| 223                            | Fabio Christen (SUI)        | 28e                        |
| 224                            | Tobias Ludvigsson (SWE)     | 118e                       |
| 225                            | Cyrus Monk (AUS)            | 78e                        |
| 226                            | Nicolò Parisini (ITA)       | 19e                        |
| 227                            | Jannik Steimle (GER)        | 75e                        |
| Directeur sportif : Jens Zemke |                             |                            |

| Lidl-Trek LTK                                         | Lidl-Trek LTK         | Lidl-Trek LTK |
| ----------------------------------------------------- | --------------------- | ------------- |
| Num                                                   | Coureur               | Pos           |
| 1                                                     | Jonathan Milan (ITA)  | 2e            |
| 2                                                     | Simone Consonni (ITA) | 34e           |
| 3                                                     | Tim Declercq (BEL)    | 132e          |
| 4                                                     | Daan Hoole (NED)      | 87e           |
| 5                                                     | Alex Kirsch (LUX)     | 58e           |
| 6                                                     | Jacopo Mosca (ITA)    | NP            |
| 7                                                     | Edward Theuns (BEL)   | 67e           |
| Directeur sportif : Maxime Monfort, Yaroslav Popovych |                       |               |

| Red Bull-Bora-Hansgrohe RBH         | Red Bull-Bora-Hansgrohe RBH | Red Bull-Bora-Hansgrohe RBH |
| ----------------------------------- | --------------------------- | --------------------------- |
| Num                                 | Coureur                     | Pos                         |
| 11                                  | Danny van Poppel (NED)      | 14e                         |
| 12                                  | Marco Haller (AUT)          | 45e                         |
| 13                                  | Bob Jungels (LUX)           | 135e                        |
| 14                                  | Jonas Koch (GER)            | 69e                         |
| 15                                  | Jordi Meeus (BEL)           | 4e                          |
| 16                                  | Maximilian Schachmann (GER) | 47e                         |
| 17                                  | Matteo Sobrero (ITA)        | 97e                         |
| Directeur sportif : Christian Pömer |                             |                             |

| Ineos Grenadiers IGD                 | Ineos Grenadiers IGD       | Ineos Grenadiers IGD |
| ------------------------------------ | -------------------------- | -------------------- |
| Num                                  | Coureur                    | Pos                  |
| 21                                   | Elia Viviani (ITA)         | 52e                  |
| 22                                   | Jonathan Castroviejo (ESP) | 108e                 |
| 23                                   | Laurens De Plus (BEL)      | 50e                  |
| 24                                   | Michael Leonard (CAN)      | 112e                 |
| 25                                   | Salvatore Puccio (ITA)     | 82e                  |
| 26                                   | Artem Shmidt (USA)         | 68e                  |
| 27                                   | Joshua Tarling (GBR)       | 60e                  |
| Directeur sportif : Zakkari Dempster |                            |                      |

| Arkéa-B&B Hotels ARK               | Arkéa-B&B Hotels ARK    | Arkéa-B&B Hotels ARK |
| ---------------------------------- | ----------------------- | -------------------- |
| Num                                | Coureur                 | Pos                  |
| 31                                 | Arnaud Démare (FRA)     | 12e                  |
| 32                                 | Jenthe Biermans (BEL)   | 46e                  |
| 33                                 | Anthony Delaplace (FRA) | 53e                  |
| 34                                 | Matîs Louvel (FRA)      | 72e                  |
| 35                                 | Daniel McLay (GBR)      | 64e                  |
| 36                                 | Alan Riou (FRA)         | 126e                 |
| 37                                 | Miles Scotson (AUS)     | NP                   |
| Directeur sportif : Mickaël Leveau |                         |                      |

| Groupama-FDJ GFC              | Groupama-FDJ GFC      | Groupama-FDJ GFC |
| ----------------------------- | --------------------- | ---------------- |
| Num                           | Coureur               | Pos              |
| 41                            | Lewis Askey (GBR)     | 89e              |
| 42                            | Cyril Barthe (FRA)    | 31e              |
| 43                            | Fabian Lienhard (SUI) | 32e              |
| 44                            | Paul Penhoët (FRA)    | AB               |
| 45                            | Clément Russo (FRA)   | 24e              |
| 46                            | Thibaud Gruel (FRA)   | 37e              |
| 47                            | Rudy Molard (FRA)     | 49e              |
| Directeur sportif : Yvon Caër |                       |                  |

| Soudal Quick-Step SOQ          | Soudal Quick-Step SOQ    | Soudal Quick-Step SOQ |
| ------------------------------ | ------------------------ | --------------------- |
| Num                            | Coureur                  | Pos                   |
| 51                             | Tim Merlier (BEL)        | AB                    |
| 52                             | Ayco Bastiaens (BEL)     | 105e                  |
| 53                             | Josef Černý (CZE)        | 134e                  |
| 54                             | Luke Lamperti (USA)      | 13e                   |
| 55                             | Pieter Serry (BEL)       | 95e                   |
| 56                             | Bert Van Lerberghe (BEL) | 59e                   |
| 57                             | Warre Vangheluwe (BEL)   | AB                    |
| Directeur sportif : Tom Steels |                          |                       |

| Lotto Dstny LTD                | Lotto Dstny LTD             | Lotto Dstny LTD |
| ------------------------------ | --------------------------- | --------------- |
| Num                            | Coureur                     | Pos             |
| 61                             | Arnaud De Lie (BEL) (route) | 21e             |
| 62                             | Logan Currie (NZL)          | 136e            |
| 63                             | Jasper De Buyst (BEL)       | AB              |
| 64                             | Sébastien Grignard (BEL)    | 128e            |
| 65                             | Liam Slock (BEL)            | 39e             |
| 66                             | Brent Van Moer (BEL)        | 107e            |
| 67                             | Florian Vermeersch (BEL)    | 61e             |
| Directeur sportif : Dirk Demol |                             |                 |

| UAE Team Emirates UAD                           | UAE Team Emirates UAD        | UAE Team Emirates UAD |
| ----------------------------------------------- | ---------------------------- | --------------------- |
| Num                                             | Coureur                      | Pos                   |
| 71                                              | Nils Politt (GER)            | 36e                   |
| 72                                              | Ivo Oliveira (POR)           | 109e                  |
| 73                                              | Mikkel Norsgaard Bjerg (DEN) | AB                    |
| 74                                              | Felix Großschartner (AUT)    | 98e                   |
| 75                                              | Sebastián Molano (COL)       | AB                    |
| 76                                              | António Morgado (POR)        | 110e                  |
| 77                                              | Tim Wellens (BEL)            | 25e                   |
| Directeur sportif : Andrej Hauptman, Jan Polanc |                              |                       |

| Astana Qazaqstan Team AST          | Astana Qazaqstan Team AST | Astana Qazaqstan Team AST |
| ---------------------------------- | ------------------------- | ------------------------- |
| Num                                | Coureur                   | Pos                       |
| 81                                 | Max Kanter (GER)          | AB                        |
| 82                                 | Davide Ballerini (ITA)    | 22e                       |
| 83                                 | Cees Bol (NED)            | 57e                       |
| 84                                 | Yevgeniy Fedorov (KAZ)    | 86e                       |
| 85                                 | Daniil Marukhin (KAZ)     | 119e                      |
| 86                                 | Michael Mørkøv (DEN)      | 116e                      |
| 87                                 | Rüdiger Selig (GER)       | AB                        |
| Directeur sportif : Stefano Zanini |                           |                           |

| Intermarché-Wanty IWA              | Intermarché-Wanty IWA    | Intermarché-Wanty IWA |
| ---------------------------------- | ------------------------ | --------------------- |
| Num                                | Coureur                  | Pos                   |
| 91                                 | Biniam Girmay (ERI)      | 3e                    |
| 92                                 | Francesco Busatto (ITA)  | 43e                   |
| 93                                 | Madis Mihkels (EST)      | 51e                   |
| 94                                 | Laurenz Rex (BEL)        | 26e                   |
| 95                                 | Mike Teunissen (NED)     | 8e                    |
| 96                                 | Taco van der Hoorn (NED) | 99e                   |
| 97                                 | Georg Zimmermann (GER)   | 33e                   |
| Directeur sportif : Lorenzo Lapage |                          |                       |

| Team Visma \| Lease a Bike TVL        | Team Visma \| Lease a Bike TVL   | Team Visma \| Lease a Bike TVL |
| ------------------------------------- | -------------------------------- | ------------------------------ |
| Num                                   | Coureur                          | Pos                            |
| 101                                   | Olav Kooij (NED)                 | 1er                            |
| 102                                   | Koen Bouwman (NED)               | 101e                           |
| 103                                   | Christophe Laporte (FRA) (route) | 48e                            |
| 104                                   | Tosh Van der Sande (BEL)         | 125e                           |
| 105                                   | Mick van Dijke (NED)             | 65e                            |
| 106                                   | Tim van Dijke (NED)              | AB                             |
| 107                                   | Julien Vermote (BEL)             | 106e                           |
| Directeur sportif : Arthur van Dongen |                                  |                                |

| Team Jayco AlUla JAY                 | Team Jayco AlUla JAY          | Team Jayco AlUla JAY |
| ------------------------------------ | ----------------------------- | -------------------- |
| Num                                  | Coureur                       | Pos                  |
| 111                                  | Caleb Ewan (AUS)              | 103e                 |
| 112                                  | Anders Foldager (DEN)         | 27e                  |
| 113                                  | Michael Hepburn (AUS)         | 117e                 |
| 114                                  | Christopher Juul Jensen (DEN) | AB                   |
| 115                                  | Luka Mezgec (SLO)             | 92e                  |
| 116                                  | Kelland O'Brien (AUS)         | 104e                 |
| 117                                  | Blake Quick (AUS)             | 120e                 |
| Directeur sportif : David McPartland |                               |                      |

| EF Education-EasyPost EFE          | EF Education-EasyPost EFE | EF Education-EasyPost EFE |
| ---------------------------------- | ------------------------- | ------------------------- |
| Num                                | Coureur                   | Pos                       |
| 121                                | Mikkel Honoré (DEN)       | 30e                       |
| 122                                | Stefan Bissegger (SUI)    | 18e                       |
| 123                                | Simon Carr (GBR)          | 133e                      |
| 124                                | Stefan de Bod (RSA)       | 83e                       |
| 125                                | Jack Rootkin-Gray (GBR)   | 113e                      |
| 126                                | Jonas Rutsch (GER)        | 35e                       |
| 127                                | Marijn van den Berg (NED) | 85e                       |
| Directeur sportif : Matti Breschel |                           |                           |

| Movistar Team MOV | Movistar Team MOV         | Movistar Team MOV |
| ----------------- | ------------------------- | ----------------- |
| Num               | Coureur                   | Pos               |
| 131               | Fernando Gaviria (COL)    | AB                |
| 132               | Alex Aranburu (ESP)       | 93e               |
| 133               | Jon Barrenetxea (ESP)     | 29e               |
| 134               | Rémi Cavagna (FRA)        | AB                |
| 135               | Davide Cimolai (ITA)      | 90e               |
| 136               | Iván García Cortina (ESP) | 15e               |
| 137               | Mathias Norsgaard (DEN)   | 137e              |

| Israel-Premier Tech IPT                      | Israel-Premier Tech IPT   | Israel-Premier Tech IPT |
| -------------------------------------------- | ------------------------- | ----------------------- |
| Num                                          | Coureur                   | Pos                     |
| 141                                          | Pascal Ackermann (GER)    | 121e                    |
| 142                                          | Hugo Hofstetter (FRA)     | 16e                     |
| 143                                          | Oded Kogut (ISR)          | AB                      |
| 144                                          | Riley Pickrell (CAN)      | AB                      |
| 145                                          | Mads Würtz Schmidt (DEN)  | AB                      |
| 146                                          | Michael Schwarzmann (GER) | 76e                     |
| 147                                          | Tom Van Asbroeck (BEL)    | 74e                     |
| Directeur sportif : Rene Mandri, René Andrle |                           |                         |

| Uno-X Mobility UXM                   | Uno-X Mobility UXM            | Uno-X Mobility UXM |
| ------------------------------------ | ----------------------------- | ------------------ |
| Num                                  | Coureur                       | Pos                |
| 151                                  | Alexander Kristoff (NOR)      | 5e                 |
| 152                                  | Idar Andersen (NOR)           | 70e                |
| 153                                  | Fredrik Dversnes (NOR)        | 40e                |
| 154                                  | Jonas Iversby Hvideberg (NOR) | 94e                |
| 155                                  | Niklas Larsen (DEN)           | 56e                |
| 156                                  | William Blume Levy (DEN)      | 55e                |
| 157                                  | Anders Skaarseth (NOR)        | 123e               |
| Directeur sportif : Stig Kristiansen |                               |                    |

| Team dsm-firmenich PostNL DFP    | Team dsm-firmenich PostNL DFP | Team dsm-firmenich PostNL DFP |
| -------------------------------- | ----------------------------- | ----------------------------- |
| Num                              | Coureur                       | Pos                           |
| 161                              | John Degenkolb (GER)          | 77e                           |
| 162                              | Tobias Lund Andresen (DEN)    | 11e                           |
| 163                              | Romain Combaud (FRA)          | 79e                           |
| 164                              | Patrick Eddy (AUS)            | 130e                          |
| 165                              | Alexander Edmondson (AUS)     | AB                            |
| 166                              | Niklas Märkl (GER)            | 71e                           |
| 167                              | Bram Welten (NED)             | 63e                           |
| Directeur sportif : Luke Roberts |                               |                               |

| Decathlon-AG2R La Mondiale DAT       | Decathlon-AG2R La Mondiale DAT | Decathlon-AG2R La Mondiale DAT |
| ------------------------------------ | ------------------------------ | ------------------------------ |
| Num                                  | Coureur                        | Pos                            |
| 171                                  | Dorian Godon (FRA)             | 20e                            |
| 172                                  | Oliver Naesen (BEL)            | 23e                            |
| 173                                  | Nans Peters (FRA)              | 80e                            |
| 174                                  | Damien Touzé (FRA)             | 44e                            |
| 175                                  | Bastien Tronchon (FRA)         | 91e                            |
| 176                                  | Andrea Vendrame (ITA)          | 114e                           |
| 177                                  | Lawrence Warbasse (USA)        | 38e                            |
| Directeur sportif : Artūras Kasputis |                                |                                |

| Bahrain Victorious TBV               | Bahrain Victorious TBV    | Bahrain Victorious TBV |
| ------------------------------------ | ------------------------- | ---------------------- |
| Num                                  | Coureur                   | Pos                    |
| 181                                  | Phil Bauhaus (GER)        | 96e                    |
| 182                                  | Yukiya Arashiro (JPN)     | 84e                    |
| 183                                  | Nikias Arndt (GER)        | 17e                    |
| 184                                  | Alberto Bruttomesso (ITA) | 131e                   |
| 185                                  | Robert Stannard (AUS)     | 88e                    |
| 186                                  | Łukasz Wiśniowski (POL)   | 127e                   |
| 187                                  | Fred Wright (GBR)         | 42e                    |
| Directeur sportif : Enrico Poitschke |                           |                        |

| Alpecin-Deceuninck ADC                                    | Alpecin-Deceuninck ADC     | Alpecin-Deceuninck ADC |
| --------------------------------------------------------- | -------------------------- | ---------------------- |
| Num                                                       | Coureur                    | Pos                    |
| 191                                                       | Jasper Philipsen (BEL)     | 7e                     |
| 192                                                       | Samuel Gaze (NZL)          | 66e                    |
| 193                                                       | Jimmy Janssens (BEL)       | 129e                   |
| 194                                                       | Timo Kielich (BEL)         | AB                     |
| 195                                                       | Søren Kragh Andersen (DEN) | 54e                    |
| 196                                                       | Senne Leysen (BEL)         | AB                     |
| 197                                                       | Jonas Rickaert (BEL)       | 124e                   |
| Directeur sportif : Christoph Roodhooft, Preben Van Hecke |                            |                        |

| Tudor Pro Cycling Team TUD         | Tudor Pro Cycling Team TUD | Tudor Pro Cycling Team TUD |
| ---------------------------------- | -------------------------- | -------------------------- |
| Num                                | Coureur                    | Pos                        |
| 201                                | Matteo Trentin (ITA)       | 9e                         |
| 202                                | Alberto Dainese (ITA)      | AB                         |
| 203                                | Robin Froidevaux (SUI)     | AB                         |
| 204                                | Miká Heming (GER)          | AB                         |
| 205                                | Marius Mayrhofer (GER)     | 62e                        |
| 206                                | Florian Stork (GER)        | 122e                       |
| 207                                | Roland Thalmann (SUI)      | AB                         |
| Directeur sportif : Marcel Sieberg |                            |                            |

| Cofidis COF                          | Cofidis COF                 | Cofidis COF |
| ------------------------------------ | --------------------------- | ----------- |
| Num                                  | Coureur                     | Pos         |
| 211                                  | Simon Geschke (GER)         | 102e        |
| 212                                  | Stanisław Aniołkowski (POL) | 81e         |
| 213                                  | Bryan Coquard (FRA)         | 100e        |
| 214                                  | Aimé De Gendt (BEL)         | 41e         |
| 215                                  | Alexis Gougeard (FRA)       | 115e        |
| 216                                  | Stefano Oldani (ITA)        | 10e         |
| 217                                  | Axel Zingle (FRA)           | 6e          |
| Directeur sportif : Jean-Luc Jonrond |                             |             |

| Q36.5 Pro Cycling Team Q36     | Q36.5 Pro Cycling Team Q36  | Q36.5 Pro Cycling Team Q36 |
| ------------------------------ | --------------------------- | -------------------------- |
| Num                            | Coureur                     | Pos                        |
| 221                            | Giacomo Nizzolo (ITA)       | 73e                        |
| 222                            | Xabier Mikel Azparren (ESP) | 111e                       |
| 223                            | Fabio Christen (SUI)        | 28e                        |
| 224                            | Tobias Ludvigsson (SWE)     | 118e                       |
| 225                            | Cyrus Monk (AUS)            | 78e                        |
| 226                            | Nicolò Parisini (ITA)       | 19e                        |
| 227                            | Jannik Steimle (GER)        | 75e                        |
| Directeur sportif : Jens Zemke |                             |                            |